# 교육전문직원
교육전문직원(교육전문직)은 대한민국 교육부 및 각급 교육청 및 교육지원청, 그 외의 교육부 및 교육청 산하기관에 근무하며 교육행정업무 및 교육정책 계획, 수립, 조정 및 민원업무 처리를 총괄 또는 주관하는 장학관, 장학사, 교육연구사, 교육연구관 등을 통틀어 부르는 명칭이다. 관급, 사급으로 부르는 것은 장학관, 장학사를 구분하는 칭호이다. 유럽의 일부 지역은 장학사보, 장학사, 장학관 또는 연구사보, 연구사, 연구관의 3단계 또는 장학사, 장학관, 수석(선임)장학관, 연구사, 연구관, 수석(선임)연구관의 3단계로 운영되나 대한민국에서는 사급과 관급의 2단계로 운영한다. 장학사와 교육연구사의 직제상 직급은 6급이며, 장학관과 교육연구관은 근무기관 및 보임직책에 따라 일반직 1~5급 상당으로 예우한다. 물론 피라미드 조직 구성상 4~5급 상당 직위가 많다. (5급 상당 직위: 무보직/지원청 및 직속기관 과장/본청 담당 등, 4급 상당 직위: 상급 직속기관 부장/하급 직속기관장/소규모 지원청 교육장/본청 과장 등)
넓은 의미에서 교장, 교감, 원장, 원감과 함께 교육관리직으로 통칭하기도 한다.
정무직인 교육감은 해당되지 않으며 부교육감은 일반직고위공무원으로 보한 경우에는 해당되지 않으나, 1~2급 상당 장학관으로 보한 경우에는 교육전문직원이다. 교육전문직원 전직시험의 응시 자격은 교육학 전공자 또는 교직이수자이어야 하며, 교육 경력이 있어야만 한다. 또한 교육관리직과 상호 전직이 가능한데, 교육전문직으로 7년 이상 근속한 경우에는 전직시 특례 임용으로 승진이 가능하다. 즉, 장학사나 교육연구사 경력을 거치면 이 경우 교사에서 일반 승진하는 것보다 교감 지명 시기가 보통 약 5년 이상 단축된다는데 인사상 이점이 있다. 또, 교감이 교육전문직원으로 근무한 경력을 갖고 있으면 교장 지명 시기가 최소 1년에서 최대 3년까지 단축되므로 평교사에서 일반승진한 교감이 교장 지명을 앞당기기 위해 교육전문직원으로 전직하는 경우도 있다. 장학사나 교육연구사로 전직했던 교사가 간혹 직무수행에 어려움을 호소하는 경우, 전직 시기로부터 1년 이내에 한해 교사로 재전직할 수 있다.

## 기타
교육장(3급 또는 4급) 또는 부교육감(서울은 1급, 이외 16개 시도는 2급), 시도교육청의 국장급 이상의 선임장학관(3급) 또는 수석장학관(2급)이 일선학교의 교장(4급)으로 전직하는 사례도 있다. 초등 출신 장학관은 초등학교의 교장으로 전직하지만, 중등 출신 장학관은 중학교 교장보다 선임자로 보는 고등학교의 교장으로 전직하기도 한다. 이는 시도교육청의 직할 지휘를 받는 고등학교와 지역 교육지원청의 지휘를 받는 중학교의 체제에 대하여 지역 교육지원청 교육장과의 관계를 의식한 것으로 보인다.